# 스파냐역
스파냐역(이탈리아어: Spagna)은 1980년 2월 16일 개통한 로마 지하철 A선의 역 중 하나이다. 이 역은 캄푸스 마르티우스에 위치해 있으며 근처에 있는 스페인 광장의 이름을 따서 지어졌다.

## 시설
스파냐 역에는 다음과 같은 시설이 있다.
- 매표소
- 유인 매표소
- 파크 앤드 라이드 시설
- 지하도
- 에스컬레이터
- 엘리베이터
- 역 감시카메라 (CCTV)

## 역 부근
- 스페인 광장/스페인 계단
- 비아 델 바부이노 (Via del Babuino)
- 비아 콘도티 (Via Condotti)
- 주 교황령 스페인 대사관
- 데 라 빌레 국제 호텔 (De La Ville Hotel Intercontinental)
- 트리니타 데이 몬티 교회
- 살루스티아노 오벨리스크 (Sallustiano Obelisk)
- 콜로나 델임마콜라타 (Colonna dell'Immacolata)
- 팔라조 디 프로파간다 피데 (Palazzo di Propaganda Fide)
- 무세오 디 케아츠 에 셀레이 (Museo di Keats e Shelley)
- 메디치 공원 (Villa Medici)
- 보르게세 공원